# Lefse

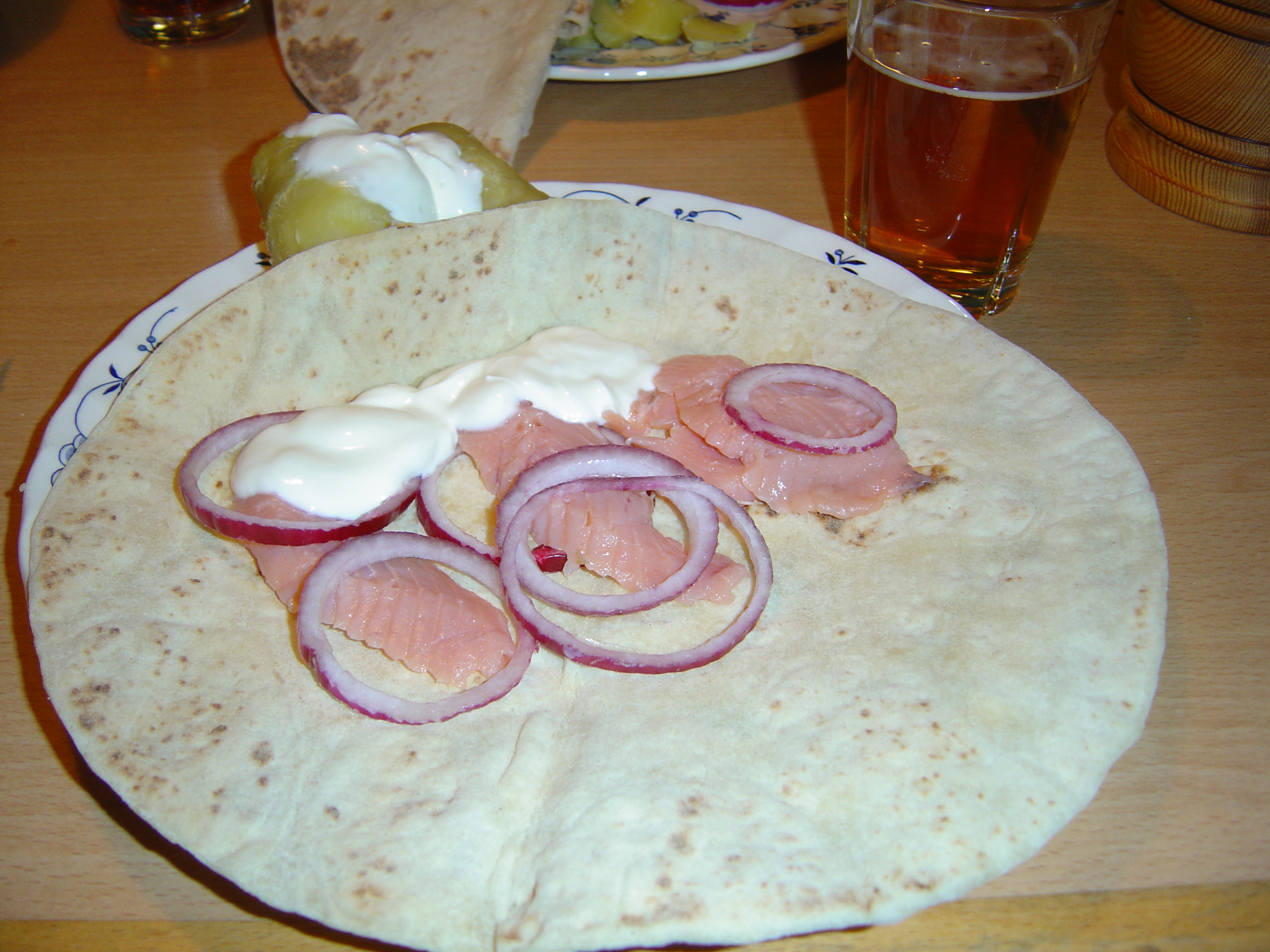
Um lefse coberto com rakfisk e outros ingredientes

O lefse é um pão norueguês com uma forma semelhante a uma tortilha mexicana, confeccionado com batata, leite ou natas e farinha e assado numa chapa. Existem ferramentas especiais para assar os lefses, incluindo pinças de madeira compridas para os virar. Há diversas variantes regionais relativamente à forma como os lefses são confeccionados e consumidos. A sua forma assemelha-se quase sempre à das tortilhas mexicanas, apesar de em algumas regiões da Noruega, em especial Valdres, serem bastante mais finos. Nalgumas regiões dos EUA, tal como o Minnesota, é possível adquirir lefses em mercearias.
O nome lefse possui diversas variações na Noruega, tais como lepsa ou lemse osv. 
No centro da Noruega, é confeccionada uma variação denominada tynnlefse (lefse fino), que é enrolada com manteiga, açúcar e canela e consumida como um bolo. 
O tjukklefse ou tykklefse (lefse grosso) é mais grosso e é servido frequentemente com café, também como um bolo.
O potetlefse (lefse de batata) é usado frequentemente como substituto do pão nos cachorros-quentes. Nesse caso, é enrolado nas salsichas. Esta especialidade é conhecida por pølse med lompe na Noruega (salsicha com lompe), sendo o lompe o primo mais novo do lefse de batata.

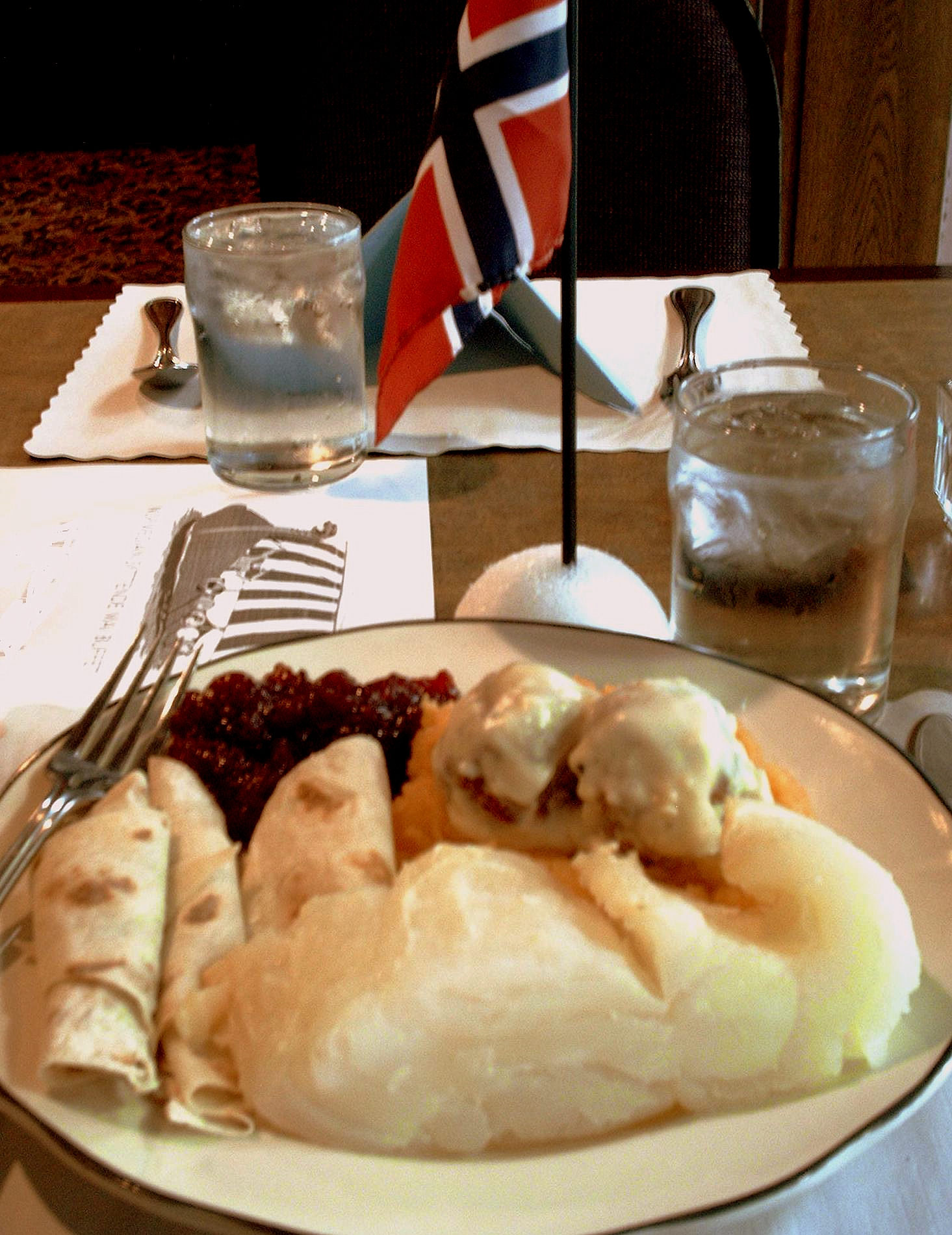
Bacalhau com lefse e groselhas.

Existem muitas maneiras de apimentar o lefse. A mais comum é adicionar manteiga e açúcar e enrolá-lo. Em Norueguês, isto é conhecido como "lefse-klining". Outras formas saborosas de os consumir incluem adicionar canela e barrar com geleia ou groselhas. As variações escandinavo-americanas incluem enrolá-los com uma camada fina de manteiga de amendoim e açúcar, com manteiga e açúcar, com manteiga e xarope de milho, ou com fiambre e ovos. Combina também bem com carne de vaca e com o prato tradicional norueguês lutefisk, à base de bacalhau.
Muitos escandinavo-americanos comem lefse no dia de acção de graças e no Natal, com outras especialidades escandinavas, como o lutefisk.
Antigamente, os lefses podiam atingir cerca de 1 metro de diâmetro, com poucos milímetros de espessura. Após a cozedura, eram secos e conservados em grandes armazéns, até serem consumidos. Podiam assim conservar-se desde o outono até ao verão seguinte. Para serem consumidos, era preciso adicionar água. Actualmente, é também possível congelá-los.